# Peter Giles
Peter Giles (født 17. juni 1944 i Portsmouth, Storbritannien) er bassist og sanger, og sammen med broderen Michael Giles og guitaristen Robert Fripp dannede han Giles, Giles and Fripp. Peter Giles blev erstattet af Greg Lake, da Fripp og Michael Giles dannede gruppen King Crimson. Peter Giles gæsteoptrådte på King Crimson andet album, In the Wake of Poseidon, og i 2002 gik han sammen med andre tidligere King Crimson-medlemmer og dannede 21st Century Schizoid Band.